# Qingdao Airlines
Qingdao Airlines là một hãng hàng không Trung Quốc khởi nghiệp bắt đầu hoạt động vào ngày 26 tháng 4 năm 2014. Hãng có trụ sở tại Sân bay quốc tế Lưu Đình Thanh Đảo.

## Lịch sử
Đơn xin thành lập một hãng hàng không có trụ sở tại tỉnh Sơn Đông đã được đệ trình với Cục hàng không dân dụng Trung Quốc (CAAC) bởi Tập đoàn Nanshan Yên Đài vào tháng 5 năm 2013. CAAC đã chấp thuận tháng 6 năm 2013, khi Qingdao Airlines được thành lập.

## Công ty

### Sở hữu
Ban đầu, cơ cấu sở hữu công ty gồm Nanshan Group (55%), Qingdao Transport Development Group (QTDG) (25%) và Shandong Airlines (20%). Vốn ban đầu của Qingdao Airlines là 1 tỷ nhân dân tệ;(tương đương 161 triệu USD). Vào tháng 7 năm 2015, Shandong Airlines đã chuyển nhượng cổ phần của mình cho một công ty con của Nanshan Group; tính đến  tháng 8 năm 2015, hãng dự định bán 25% cổ phần năm giữ bởi QTDG để trở thành doanh nghiệp tư nhân hoàn toàn. Kể từ tháng 11 năm 2015, hãng hàng không Thanh Đảo được sở hữu hoàn toàn bởi Nanshan Group.

### Nhân vật chủ chốt
Tính đến  tháng 4 năm 2014, Song Zuowen là chủ tịch hãng.

### Trụ sở
Trụ sở chính của hãng hàng không ở quận Chengyang, Thanh Đảo.

## Điểm đến
Hoạt động bắt đầu vào 26 tháng 4 năm 2014 liên kết Thanh Đảo với Thành Đô. Tính đến  tháng 5 năm 2014, Năm tuyến bay được xếp hạng theo sức chứa là Thanh Đảo-Thượng Hải, Thanh Đảo-Bắc Kinh, Thanh Đảo-Hàng Châu, Thanh Đảo-Thẩm Dương và Thanh Đảo-Đại Liên. Tính đến  tháng 10 năm 2016, Qingdao Airlines có các tuyến bay sau:

## Fleet

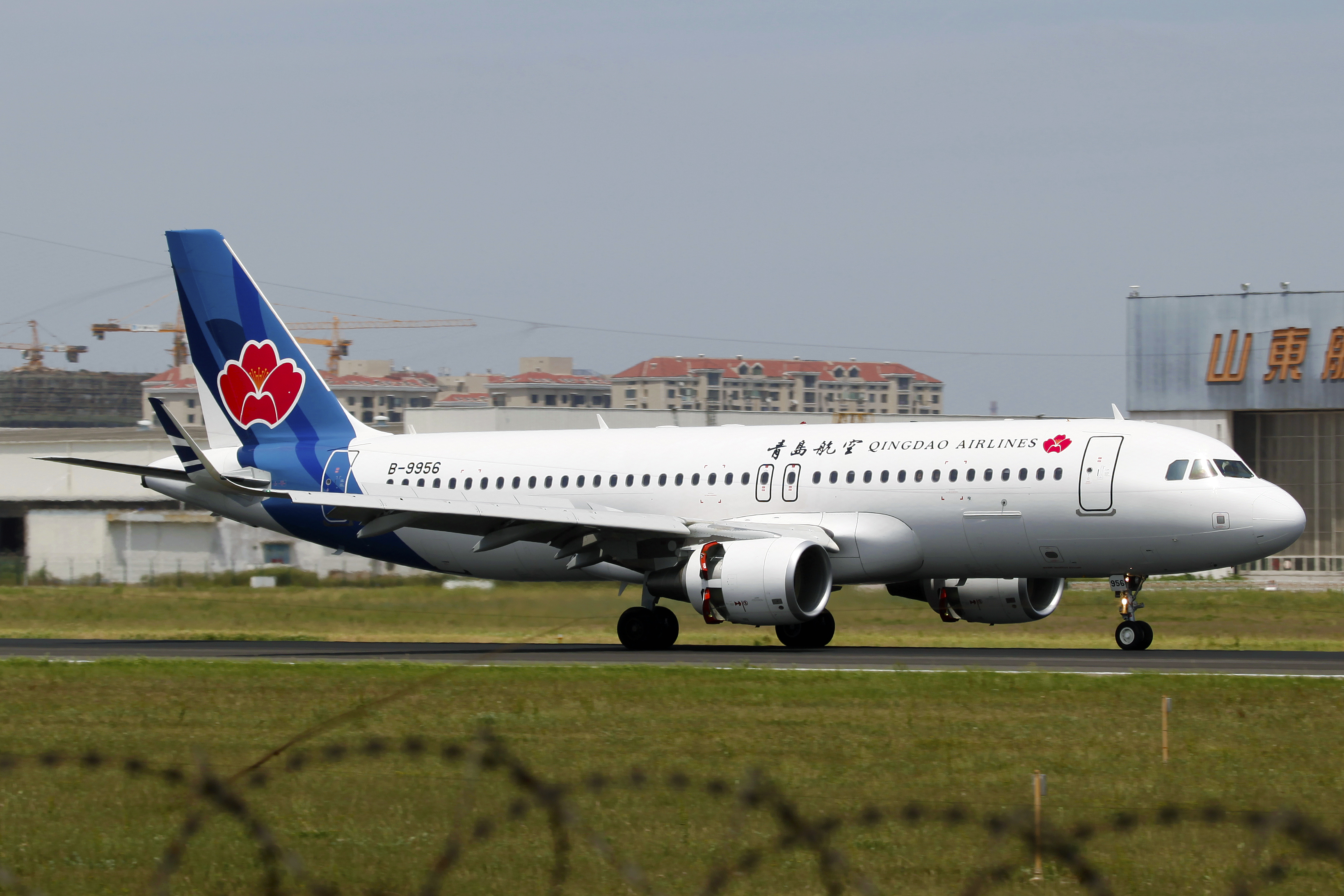
Máy bay Airbus A320 của Qingdao Airlines tại sân bay quốc tế Lưu Đình Thanh Đảo

Đội bay của hãng hàng không Thanh Đảo bao gồm các máy bay sau (tính đến tháng 7 năm 2019):
Tháng 9 năm 2013, hãng đặt đơn hàng năm Airbus A320 và 18 A320neo với giá trị 2,5 tỷ USD; Hãng đã bay trên chiếc máy bay đầu tiên của họ, chiếc Airbus A320 152 chỗ, vào đầu tháng 4 năm 2014. Hãng đã sở hữu hai chiếc A320neo đầu tiên vào tháng 10 năm 2018. Qingdao Airlines có kế hoạch mở rộng đội bay của mình lên 60 máy bay vào năm 2020.